# Hartmut Höppner
Hartmut Höppner (* 17. Juni 1967 in Zweibrücken) ist ein deutscher Ministerialbeamter. Er war von 2022 bis 2025 Staatssekretär im Bundesministerium für Digitales und Verkehr.

## Leben

### Ausbildung
Hartmut Höppner besuchte von 1977 bis 1983 das Staatliche Leibniz-Gymnasium in Neustadt an der Weinstraße und erreichte zunächst die Mittlere Reife. Danach absolvierte er von 1983 bis 1986 eine landwirtschaftliche Lehre, die er als Landwirt abschloss. Im Anschluss besuchte er von 1986 bis 1987 die Fachoberschule für Weinbau, Land- und Forstwirtschaft in Bad Kreuznach und erlangte die Fachhochschulreife.
Von 1987 bis 1992 ging er einem Studium der Agrarwirtschaft an der Gesamthochschule Kassel / Witzenhausen nach, welches er als Diplom-Ingenieur Agrarwirtschaft abschloss. Höppner nahm danach von 1992 von 1994 an einem Entwicklungsdienst in Kamsar (Guinea) teil. Nach einem Aufbaustudium von 1994 bis 1996 der Umweltwissenschaften an der Friedrich-Schiller-Universität Jena erlangte er einen Abschluss als Diplom-Umweltwissenschaftler.

### Laufbahn
Höppner begann seine berufliche Laufbahn von 1997 bis 2000 als wissenschaftlicher Mitarbeiter des „UNEP/UNESCO/BMU International Postgraduate Training Programme on Environmental Management“ an der Technischen Universität Dresden. Anschließend war er von 2000 bis 2004 als Büroleiter der Bundestagsabgeordneten und Vorsitzenden des Petitionsausschusses des Deutschen Bundestages, Marita Sehn (FDP), tätig.
Von 2004 bis 2013 war er der Büroleiter des stellvertretenden Vorsitzenden und finanzpolitischen Sprechers der FDP-Bundestagsfraktion sowie Vorsitzenden der FDP Rheinland-Pfalz, Volker Wissing, sowie von 2014 bis 2016 Hauptgeschäftsführer und Pressesprecher der FDP Rheinland-Pfalz. Danach übernahm er von 2016 bis 2017 die Funktion des stellvertretenden Sprechers der Landesregierung Rheinland-Pfalz und von 2017 bis 2021 die Leitung des Büros des Ministers des Landes Rheinland-Pfalz für Wirtschaft, Verkehr, Landwirtschaft und Weinbau, Volker Wissing. Im Jahr 2021 war er kurzzeitig erneut stellvertretender Sprecher der Landesregierung Rheinland-Pfalz.
Im Januar 2022 wurde er unter Bundesminister Volker Wissing (FDP) zum Staatssekretär im Bundesministerium für Digitales und Verkehr ernannt. Im Zuge der Bildung des Kabinetts Merz schied er im Mai 2025 aus dem Amt aus.